# Llista de participants al Tour de França de 1930
El Tour de França de 1930 fou disputat per 100 corredors repartits entre 5 equips de vuit ciclistes i 60 touristes-routiers que corrien de manera independent.

## Llista de participants
| Llegenda                 | Llegenda | Llegenda              | Llegenda                                                                                         |
| ------------------------ | --- | --------------------- | ------------------------------------------------------------------------------------------------ |
| #                        | Dorsal de sortida que du el ciclista al Tour                                                                | Pos.                  | Posició final a la classificació general                                                         |
| Mallot groc              | Vencedor de la classificació general                                                                        | Mallot de la muntanya | Vencedor de la classificació de la muntanya                                                      |
| Mallot verd              | Vencedor de la classificació per punts                                                                      | Mallot blanc          | Vencedor de la classificació dels joves                                                          |
| classificació per equips | Vencedor de la classificació per equips                                                                     | Combativitat          | Vencedor de la combativitat                                                                      |
| NP                       | Indica un ciclista que no ha pres la sortida en una etapa, seguit del número de l'etapa en què s'ha retirat | AB                    | Indica un ciclista que no ha finalitzat una etapa, seguit del número d'etapa en què s'ha retirat |
| HD                       | Indica un ciclista que ha finalitzat una etapa fora de control, seguit del número d'etapa                   | EX                    | Corredor exclòs per no respectar el reglament                                                    |
| *                        | Indica un corredor que lluita pel mallot blanc                                                              |                       |                                                                                                  |

| Bèlgica | Bèlgica        | Bèlgica |
| ------- | -------------- | ------- |
| Num     | Ciclista       | Pos     |
| 1.      | Jean Aerts     | Ab-13   |
| 2.      | Aimé Dossche   | 12      |
| 3.      | Jef Demuysere  | 4       |
| 4.      | Jan Mertens    | 15      |
| 5.      | Frans Bonduel  | 7       |
| 6.      | Louis Delannoy | 11      |
| 7.      | Georges Laloup | 19      |
| 8.      | Omer Taverne   | 30      |

| Itàlia | Itàlia              | Itàlia |
| ------ | ------------------- | ------ |
| Num    | Ciclista            | Pos    |
| 9.     | Alfredo Binda       | Ab-10  |
| 10.    | Domenico Piemontesi | NP-13  |
| 11.    | Gaetano Belloni     | NP-5   |
| 12.    | Learco Guerra       | 2      |
| 13.    | Giuseppe Pancera    | 20     |
| 14.    | Leonida Frascarelli | Ab-7   |
| 15.    | Felice Gremo        | Ab-7   |
| 16.    | Marchio Giuntelli   | 31     |

| Espanya | Espanya          | Espanya |
| ------- | ---------------- | ------- |
| Num     | Ciclista         | Pos     |
| 17.     | Salvador Cardona | 16      |
| 18.     | José Trueba      | 36      |
| 19.     | Valeriano Riera  | 17      |
| 20.     | Francisco Cepeda | 27      |
| 21.     | Vicente Trueba   | 24      |
| 22.     | Joan Mateu       | 34      |
| 23.     | Jesús Dermit     | Ab-2    |
| 24.     | Nicolau Tubau    | Ab-7    |

| Alemanya | Alemanya        | Alemanya |
| -------- | --------------- | -------- |
| Num      | Ciclista        | Pos      |
| 25.      | Felix Manthey   | 22       |
| 26.      | Rudolf Wolke    | Ab-17    |
| 27.      | Herbert Nebe    | Ab-19    |
| 28.      | Adolf Schön     | 10       |
| 29.      | Oskar Thierbach | 13       |
| 30.      | Alfred Siegel   | 33       |
| 31.      | Herman Buse     | Ab-9     |
| 32.      | Oskar Tietz     | Ab-9     |

| França | França            | França |
| ------ | ----------------- | ------ |
| Num    | Ciclista          | Pos    |
| 33.    | Charles Pélissier | 9      |
| 34.    | Victor Fontan     | Ab-9   |
| 35.    | Jules Merviel     | 21     |
| 36.    | Marcel Bidot      | 5      |
| 37.    | Antonin Magne     | 3      |
| 38.    | André Leducq      | 1      |
| 39.    | Pierre Magne      | 6      |
| 40.    | Joseph Mauclair   | Ab-9   |

| Touristes-routiers | Touristes-routiers | Touristes-routiers |
| ------------------ | ------------------ | ------------------ |
| Num                | Ciclista           | Pos                |
| 101.               | Marcel Masson      | 51                 |
| 102.               | Léopold Boisselle  | 40                 |
| 103.               | Georges Petit      | 57                 |
| 104.               | Charles Cottalorda | 54                 |
| 105.               | Battista Berardi   | 48                 |
| 106.               | Paul Filliat       | No surt            |
| 107.               | Pierre Charon      | Ab-2               |
| 108.               | François Moreels   | 25                 |
| 109.               | Armand Goubert     | 43                 |
| 110.               | Odile Taillieu     | Ab-9               |

| Touristes-routiers | Touristes-routiers | Touristes-routiers |
| ------------------ | ------------------ | ------------------ |
| Num                | Ciclista           | Pos                |
| 111.               | Henri Prévost      | 46                 |
| 112.               | Henri Gottrand     | 42                 |
| 113.               | Charles Cento      | Ab-7               |
| 114.               | Georges Berton     | 23                 |
| 115.               | Pierre Bobo        | 58                 |
| 116.               | Edouard Teisseire  | 52                 |
| 117.               | Paul Lanteri       | 55                 |
| 118.               | Lucien Lange       | 50                 |
| 119.               | Fernand Moulet     | Ab-20              |
| 120.               | Emile Faillu       | 56                 |

| Touristes-routiers | Touristes-routiers | Touristes-routiers |
| ------------------ | ------------------ | ------------------ |
| Num                | Ciclista           | Pos                |
| 121.               | Maurice Arnoult    | Ab-7               |
| 122.               | Benoît Fauré       | 8                  |
| 123.               | Marcel Folliot     | Ab-9               |
| 124.               | Jean Ampurias      | 53                 |
| 125.               | Auguste Encrine    | 32                 |
| 126.               | Ubaldo Merlo       | Ab-7               |
| 127.               | Marcel Ilpide      | 59                 |
| 128.               | Pierre Jouel       | 38                 |
| 129.               | Guy Bariffi        | 49                 |
| 130.               | Louis Peglion      | 14                 |

| Touristes-routiers | Touristes-routiers | Touristes-routiers |
| ------------------ | ------------------ | ------------------ |
| Num                | Ciclista           | Pos                |
| 131.               | Adrien Plautin     | 39                 |
| 132.               | Marcel Mazeyrat    | 18                 |
| 133.               | Eugène Greau       | No surt            |
| 134.               | Fernand Fayolle    | Ab-17              |
| 135.               | Paul Delbart       | 44                 |
| 136.               | Jean Martinet      | 45                 |
| 137.               | Marcel Huot        | Ab-17              |
| 138.               | Eugen Werner       | Ab-7               |
| 139.               | Secundo Martinetto | NP-3               |
| 140.               | François Menta     | No surt            |

| Touristes-routiers | Touristes-routiers | Touristes-routiers |
| ------------------ | ------------------ | ------------------ |
| Num                | Ciclista           | Pos                |
| 141.               | Remy Verschaetse   | Ab-9               |
| 142.               | Henri Touzard      | 37                 |
| 144.               | Albert Barthélémy  | NP-10              |
| 145.               | Henri Simonin      | NP-7               |
| 146.               | Julien Perrain     | Ab-9               |
| 147.               | Louis Bajard       | 29                 |
| 148.               | Gaston Persigan    | Ab-7               |
| 149.               | Jean Goulème       | 26                 |
| 150.               | François Ondet     | 28                 |
| 152.               | Marcel Tissier     | 47                 |

| Touristes-routiers | Touristes-routiers | Touristes-routiers |
| ------------------ | ------------------ | ------------------ |
| Num                | Ciclista           | Pos                |
| 153.               | Lucien Buysse      | Ab-16              |
| 154.               | Omer Huyse         | Ab-2               |
| 155.               | Ernest Mottard     | NP-3               |
| 156.               | Jérôme Declercq    | Ab-16              |
| 158.               | Aurelio Menegazzi  | Ab-5               |
| 159.               | Siro Magagnini     | No surt            |
| 166.               | Fernand Bruynoohe  | Ab-9               |
| 167.               | Candide Badal      | Ab-9               |
| 168.               | Fernand Robache    | 41                 |
| 169.               | Lucien Laval       | 35                 |

| Touristes-routiers | Touristes-routiers | Touristes-routiers |
| ------------------ | ------------------ | ------------------ |
| Num                | Ciclista           | Pos                |
| 171.               | Lorenzo Fortuno    | NP-2               |
| 173.               | Mario Della Fina   | No surt            |
| 182.               | André Souchard     | EX-4               |
| 184.               | Raymond Lales      | EX-1               |
| 186.               | Giovanni Ronco     | NP-2               |